# Distrito de Sonneberg
El Distrito de Sonneberg (en alemán Landkreis Sonneberg) es un Landkreis (distrito rural) ubicado al sur del estado federal de Thüringen (Alemania). Los territorios vecinos al norte son el Distrito de Saalfeld-Rudolstadt, al este el distrito del estado de Bayern de Distrito de Kronach, al sur igualmente el Distrito de Coburg y al oeste el distrito de Hildburghausen. La capital del distrito corresponde a la ciudad de Sonneberg.

## Composición del distrito
(Habitantes a 31 de diciembre de 2017)

### Municipios no mancomunados
1. Föritztal (8810)
2. Frankenblick (5968)
3. Lauscha, ciudad (3363)
4. Sonneberg, ciudad (23 756)
5. Steinach, ciudad (3892)

### Municipios mancomunados en otros
1. Neuhaus am Rennweg, ciudad (9121), municipio que hace funciones de mancomunidad para
  1. Goldisthal (370)
2. Schalkau, ciudad (2882), municipio que hace funciones de mancomunidad para
  1. Bachfeld (440)

## Demografía
Evolución demográfica desde 1994:
| - 1994: 71 454 - 1995: 70 721 - 1996: 70 193 - 1997: 69 639 - 1998: 69 146 - 1999: 68 423 | - 2000: 67 833 - 2001: 67 175 - 2002: 66 562 - 2003: 65 683 - 2004: 64 983 - 2005: 64 005 | - 2006: 63 122 - 2007: 62 384 - 2008: 61 315 - 2009: 60 560 - 2010: 59 954 - 2011: 59 249 | - 2012: 57 802 - 2013: 57 252 - 2014: 56 809 - 2015: 56 818 - 2016: 56 507 - 2017: 56 361 |